# کراتوس
کریتوس (به یونانی: Κράτος، فرمانروایی) پسر پالاس و استوکس و برادر نیکه، زلوس و بیا در افسانه‌های یونان باستان است.
کراتوس نمایشگر نیرو، توانمندی و فرمانروایی بود. او همراه برادر و خواهرانش به همراهی زئوس پرداخت و فرمان‌های زئوس را بکار بست. دیدگاه آیسخولوس دربارهٔ کراتوس، پیروی کورکورانه او از زئوس و ناتوانی در دریافت دیدگاه و بخشش کسانی است، که مانند او از زئوس پیروی نمی‌کنند. او پسر ناتنی زئوس و هرا است و بعد از مدتی زئوس ، پوزئیدون و هادس تصمیم گرفتند که برای کشتن ارس او را انتخاب کنند و کریتوس پس‌‌از کشتن برادرش آرس به خدای جنگ تبدیل شد. کراتوس بعد از مدتی با عموها و پدرش به مشکل برخورد و داستان‌هایی به وجود آمد و کراتوس عموهایش و جد و خاندانش را در طی انتقامش کشت و در آخر خودکشی کرد.